# Fritz Droop
Fritz Droop (* 1. März 1875 als Friedrich Wilhelm Droop in Minden/Westfalen; † 2. September 1938 in Frankfurt am Main) war ein deutscher Pädagoge, Journalist und Schriftsteller.

## Leben
Fritz Droop war der Sohn eines in der Bergverwaltung tätigen Beamten.
Er besuchte die Oberrealschule in Dortmund und absolvierte anschließend eine Ausbildung am Lehrerseminar in Herdecke. Danach arbeitete er als Volksschullehrer in Schwelm und studierte parallel dazu Literaturgeschichte und Philosophie an den Universitäten in Breslau, Heidelberg und Gießen. Später gehörte Droop der Redaktion von Zeitungen in Dortmund, Essen und Danzig an. In Danzig lehrte er außerdem als Dozent für neuere Literatur und Musikästhetik am Westpreußischen Konservatorium. Ab 1914 war Droop in Mannheim ansässig, wo er für das Feuilleton des "Mannheimer Tageblatts" schrieb. Droop nahm als Soldat am Ersten Weltkrieg teil; nach 1918 hielt er zeitweise Vorlesungen an einem Seminar für Mitarbeiter der Sozialverwaltung in Weißenfels/Saale. 1931 promovierte er an der Universität Gießen mit einer Arbeit über das Jesuitendrama zum Doktor der Philosophie.
Fritz Droop verfasste neben pädagogischen Fachveröffentlichungen auch
erzählende Werke, Gedichte und Theaterstücke. Daneben war er als Herausgeber tätig; u. a. gab er 1920 eine der ersten Anthologien mit
Texten dichtender Arbeiter heraus.

## Werke
- Schiller für immer!, Schwelm 1905
- Kind, Schule, Kunst, Neuwied [u. a.] 1906
- Die sexuelle Aufklärung der Jugend, Neuwied 1907
- Schülerselbstmorde, Dortmund 1908
- Enoch Arden, Berlin 1909
- Drei wichtige Erziehungsfragen, Langensalza 1910
- Otto Julius Bierbaum, Leipzig 1912
- Stirb oder siege!, Mannheim 1914
- Aus dem Vogesenkriege, Straßburg 1916
- Die nach uns kommen, Darmstadt 1916
- Emil Götts Vermächtnis, Konstanz 1917
- Der Sieg, München 1917
- Alfred Bock, Marburg 1919
- Unschuld, Marburg 1919
- Der Freispruch, Leipzig 1920
- Ernst Toller und seine Bühnenwerke, Berlin [u. a.] 1922
- Der Landstreicher, Berlin [u. a.] 1922
- Wilhelm Schmidtbonn und seine besten Bühnenwerke, Berlin [u. a.] 1922
- Wilhelm von Scholz und seine besten Bühnenwerke, Berlin [u. a.] 1922
- Die Frau des Kommandanten, Berlin 1923
- Maler Sandhas, Berlin 1924
- Deutsche Wanderfahrten, Stuttgart 1925
- Augsburg, die goldene Stadt, Augsburg 1926
- Wie sie es zwingen, Mannheim 1926
- Wie die Neuberin den "Hanswurst" begrub, Darmstadt 1927
- Die Kommandantin, Heidelberg 1928
- Mannheim als Hochburg des Bayreuther Gedankens, Mannheim 1929
- Die handschriftlichen Jesuiten-Dramen des Collegii Mannheimensis (Bibliothek Desbillon 1736), Gießen 1930
- Rast auf der Wanderung, Heidelberg 1931
- Goethe und wir, Göttingen 1932
- Die Berufung zum Freischütz, Amorbach i.O. 1936

## Herausgeberschaft
- Peter Hille: Aus dem Heiligtum der Schönheit, Leipzig 1909
- Otto Julius Bierbaum: Reife Früchte vom Bierbaum, Leipzig 1910
- Søren Kierkegaard: Auswahl aus seinen Bekenntnissen und Gedanken, München 1914
- Mutter, München 1918
- Arbeiterdichtung, Hamburg-Großborstel 1920
- Annette von Droste-Hülshoff: Ausgewählte Werke, Berlin 1923
- Karl Friedrich Henckell: Karl-Henckell-Brevier, München 1924
- Burg Wildenberg, die Gralsburg im Odenwald, Amorbach i. Odw. 1936
- Søren Kierkegaard: Entweder oder, Leipzig 1939